# Karl-Erik Alberts

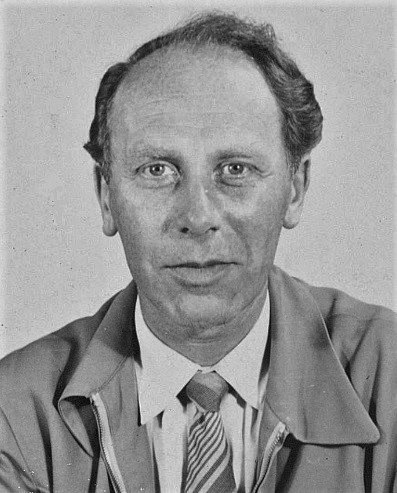
Karl-Erik Alberts (1956)

Karl-Erik Alberts (* 27. Dezember 1910 in Göteborg, Schweden; † 2. Dezember 1989 in Stockholm) war ein schwedischer Kameramann.

## Leben
Ausgebildet an der Technischen Hochschule in Stockholm kam er 1933 zum Film. Von 1935 bis 1939 arbeitet er als einfacher Kameramann, erhielt aber seinen ersten Auftrag als Chefkameramann ebenfalls 1935. Ab 1939 war er regelmäßig für die nächsten zwanzig Jahre einer der aktivsten Chefkamermänner seines Landes. Er war jedoch hauptsächlich auf einfache Unterhaltungsfilme festgelegt. 1952 arbeitete er dann auch als Regisseur. Sein letzter Einsatz war 1973 für den Film Pistolen.

## Filmografie (Auswahl)
- 1939: Melodin från Gamla Stan
- 1939: Mot nya tider
- 1935: Äktenskapsleken
- 1940: Åh, en så'n advokat
- 1940: Der Stolz der Kompanie (Kronans käcka gossar)
- 1942: Egoismus der Liebe (Appassionata)
- 1947: Zwei Frauen (Två kvinnor)
- 1956: Eine Ehe (Giftas)
- 1959: Der Verführer oder Das Frühlingserlebnis eines Bankdirektors (Fröken April)
- 1965: Åsa-Nisse slår till
- 1966: Åsa-Nisse i raketform
- 1968: Farbror Blås nya båt
- 1968: Under ditt parasoll
- 1970: Som hon bäddar får han ligga